# 脇田創
脇田 創（わきた はじめ、1984年11月20日 -）は、地方競馬の船橋競馬場玉井昇厩舎所属の元騎手である。地方競馬教養センター騎手課程第75期生。

## 来歴
2002年3月31日付けで地方競馬騎手免許を取得し、渋谷信隆厩舎からデビュー。同年4月16日第1回船橋競馬1日目第3競走C3五組条件戦8番人気ダイヤモンドマークで初騎乗（12頭立て8着）。同年6月26日第4回船橋競馬1日目第8競走特選（C2四組）をアレミスピードで優勝（6番人気）し、初勝利。
2009年5月1日付けで渋谷信隆厩舎から川島正一厩舎に所属が変更された。
2011年1月17日付けで川島正一厩舎から玉井昇厩舎に所属が変更された。
2014年6月12日の川崎競馬第10競走「川崎スパーキングスプリント」（900m）ではユーリカに騎乗し、51秒5のコースレコードを記録した。
2015年3月2日、引退することが発表された。
地方通算成績は3455戦208勝・2着220回・3着288回・勝率6.0%・連対率12.4%